# United Launch Alliance
United Launch Alliance (ULA) – amerykańska spółka zajmująca się wynoszeniem ładunków w przestrzeń kosmiczną. Jest przedsięwzięciem joint venture firm Boeing (z rodziną rakiet Delta) i Lockheed Martin (z rodziną rakiet Atlas). ULA oficjalnie rozpoczęła działalność 1 grudnia 2006. Głównym klientem przedsiębiorstwa ma być rząd, armia USA i NASA.
Pierwszy przeprowadzony przez nią start odbył się 14 grudnia 2006, kiedy to rakieta Delta II 7920-10 wyniosła na orbitę tajny ładunek Narodowego Biura Rozpoznania, NRO L-21.

## Historia
Boeing i Lockheed Martin ogłosiły zamiar utworzenia United Launch Alliance 2 maja 2005. Przedsięwzięcie miało połączyć część operacyjną i produkcyjną obu firm na potrzeby zleceń państwowych USA.
23 października 2005 firma SpaceX, konkurent ULA, wniosła skargę o złamaniu ustaw antytrustowych przez tworzoną spółkę. 7 stycznia 2006 Departament Obrony USA wydał wstępną zgodę na utworzenie ULA. Projekt utworzenia ULA został pozytywnie zaopiniowany przez Federalną Komisję Handlu w dniu 3 października 2006.

## Placówki
Siedziba firmy znajduje się w Denver. Za większość czynności inżynieryjnych i administracyjnych odpowiadają istniejące ośrodki Lockheed Martin Space Systems. Większość czynności związanych z montażem i integracją ładunków przeprowadzana jest w byłych zakładach firmy Boeing, w Decatur (Alabama), w stanie Alabama. Podzespoły, adaptery ładunków i osłony balistyczne rakiet Atlas V są wykonywane w zakładach w Harlingen (Teksas).